# Powiat złotowski
Powiat złotowski är ett distrikt i västra Polen, beläget i nordligaste delen av Storpolens vojvodskap. Huvudort och största stad är Złotów. Distriktet grundades vid den stora administrativa reformen i Polen 1999 och hade 69 834 invånare i juni 2016.

## Städer och kommuner
Distriktet indelas i åtta kommuner, varav en stadskommun, tre stads- och landskommuner och fyra landskommuner.

### Stadskommun
Följande kommun består endast av en stad:
- Złotów

### Stads- och landskommuner
Följande kommuner består av en stad med omgivande landsbygd:
- Jastrowie
- Krajenka
- Okonek

### Landskommuner
Följande kommuner saknar städer. Złotóws landskommun har sitt säte i Złotów men omfattar administrativt endast stadens omgivningar, inte staden själv.
- Lipka
- Tarnówka
- Zakrzewo
- Gmina Złotów